# Dolmen de Formentera
El Dolmen de Formentera és un dolmen del terme comunnal de Montboló, a la comarca del Vallespir, a la Catalunya del Nord. Data de la segona meitat del tercer mil·lenni abans de Crist.
Està situat al nord del terme de Montboló, a llevant de l'antiga estació del ferrocarril miner de Formentera, a prop al nord-oest del Coll de la Redubta.